# Ярополец (усадьба Чернышёвых)
О соседнем поместье см. Ярополец (усадьба Загряжских)
Ярополец или Ераполча — родовое майоратное имение графов Чернышёвых, Чернышёвых-Кругликовых (с 1832 г.), Чернышёвых-Безобразовых (с 1908 г.) в селе Ярополец Волоколамского уезда Московской губернии. Ныне село Ярополец Волоколамского городского округа Московской области. Архитектурный ансамбль и территория имения являются объектами культурного наследия народов России федерального значения и охраняются государством.

## История
В 1717 году первый граф Чернышёв и его знаменитая жена Авдотья приобрели у наследников гетмана П. Дорошенко северо-восточную часть Ярополецкой волости. Соседнее поместье перешло от Дорошенок к Загряжским, которые выстроили на этих землях собственный дворец (см. Ярополец Загряжских). Парк с прудами единый для обеих усадеб.
В 1760-е годы первый московский генерал-губернатор Захар Чернышёв принялся за обустройство в Яропольце своей загородной резиденции. Его племянница Наталья Петровна родила здесь сына Дмитрия, будущего московского градоначальника.
Родовое гнездо Чернышёвых считалось одним из богатейших в Подмосковье, с роскошным дворцом, лепной внутренней и внешней отделкой, скульптурным убранством. По заказам Чернышёвых работали скульпторы Ф. И. Шубин, И. П. Мартос, Д. Решт, А. Триппель. Усадебный парк в Яропольце послужил образцом для многих других усадеб. В 1780 году шведский посланник Нолькен в донесении своему правительству именует эту усадьбу Иераполисом.
После заключения мира с турками в усадьбе побывала Екатерина II. В «Атласе Российской империи» конца XVIII века про усадьбу Чернышёвых можно прочитать: «Красотой и великолепием с наилучшими в Европе увеселительными домами равняться может», а согласно газете «Санкт-Петербургские ведомости» государыня высказалась в том духе, что будь Ярополец поближе к Москве, она бы выбрала его в качестве загородной резиденции.

Учреждённый бездетным фельдмаршалом майорат после его смерти перешёл к младшему брату Ивану, а затем к его сыну Григорию. После его смерти в 1831 г. имение было объявлено выморочным, так как сын последнего владельца Захар был лишён права наследования из-за участия в восстании декабристов. 

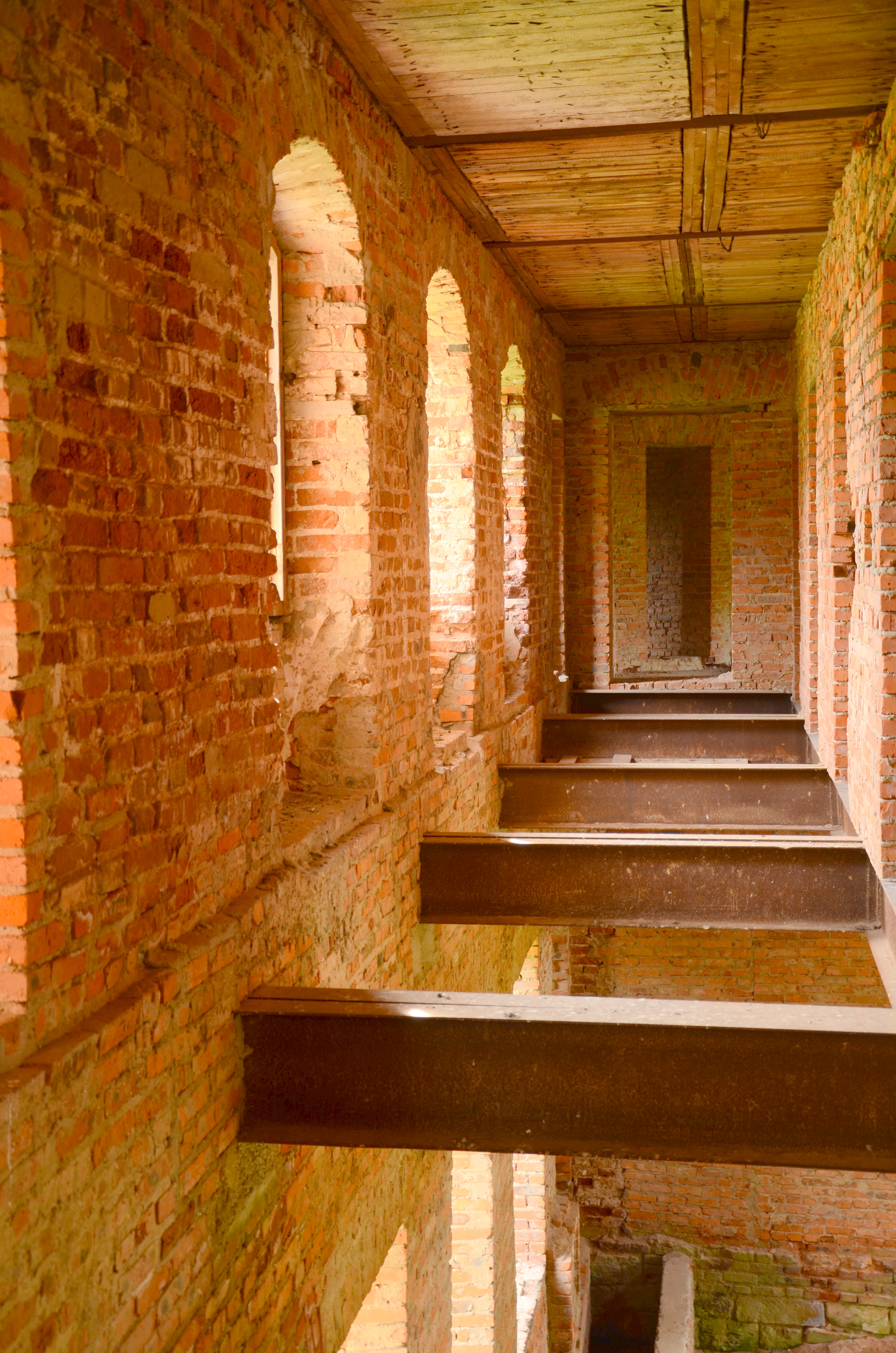
Внутри дворца царит разруха

По указу 1832 года Ярополецкое поместье и титул графа Чернышёва переданы зятю Григория Чернышёва, И. Г. Кругликову (1787—1847). От Чернышёвых-Кругликовых майорат в 1907 г. унаследовали дворяне Безобразовы, ставшие в 1908 г. Чернышёвыми-Безобразовыми. До самой революции в усадьбе сохранялись в неприкосновенности мебель, скульптура и книги конца XVIII века — память о блистательных братьях Чернышёвых.

### Разорение усадьбы
После Октябрьской революции усадьба была национализирована, а хозяева имения эмигрировали. Все предметы искусства были распределены между центральными музеями и областным краеведческим музеем, который формировался на базе Новоиерусалимского монастыря. Именно туда были вывезены в 1924 году «большая коллекция географических карт, рисунков, гравюр, фарфора, бронзы и около тысячи книг».
В 1920-е гг. здания усадьбы использовались для размещения сельской лечебницы и детского санатория. Во время Великой Отечественной войны залы дворца выгорели, провалилась кровля, парк пострадал от обстрела, парковые сооружения погибли, после чего ансамбль был заброшен. Карты и планы из собрания Чернышёвых-Кругликовых в настоящее время хранятся в запасниках Исторического музея; остальные же экспонаты погибли во время немецкой оккупации Нового Иерусалима.
Реставрация, предпринятая на исходе советского периода, подвигалась крайне медленно. В начале XXI века памятник находится в ведении Московского авиационного института и стремительно деградирует.

## Постройки
Руинированный дворец графов Чернышёвых выстроен из кирпича в стиле, переходном от барокко к классицизму. Его проект приписывают Валлен-Деламоту, исполнителем называют П. Р. Никитина. Карнизы и лепнина оживляют облик фасада, равномерно расчленённого лопатками. Лепные замки и гирлянды украшают парадный этаж с большими арочными окнами. Центральная часть здания выделена мезонином. Гордостью хозяев была скульптурная портретная галерея — Голубой зал, стены которого украшали мраморные медальоны с барельефами-портретами Чернышёвых (автор Ж. Д. Решетт). 

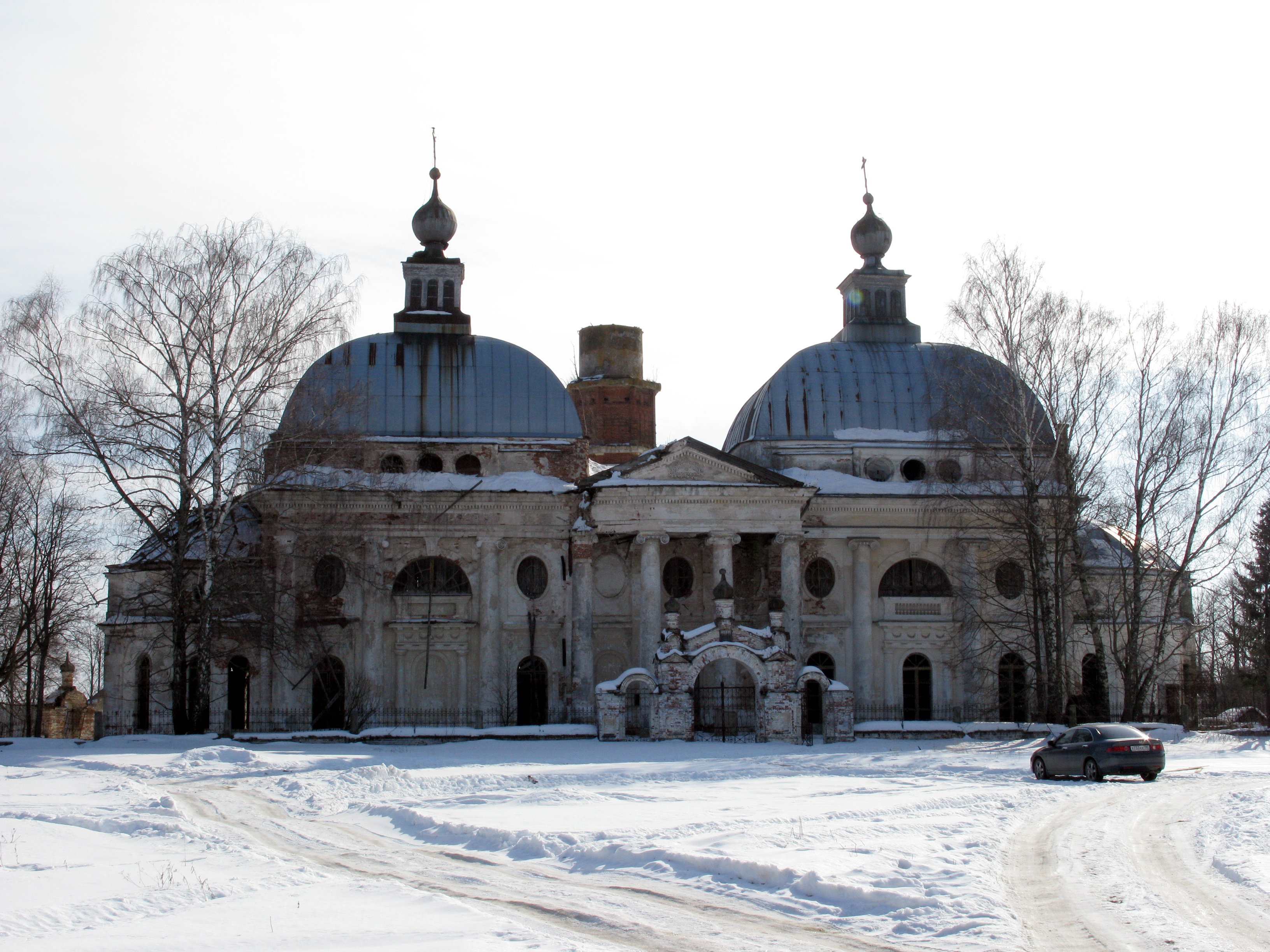
Храм Казанской Богоматери — усыпальница Чернышёвых

Вотчинная Казанская церковь состоит из двух симметричных частей со сквозным поперечным проходом, что является большой редкостью. В юго-западной апсиде находится решённое в форме пирамиды надгробие фельдмаршала З. Г. Чернышёва. В 1798 г. его вдова Анна Родионовна распорядилась перестроить храм. Шестиколонная сень и резной иконостас сохранялись в храме до середины 1980-х гг. В 2002 г. с надгробия фельдмаршала пропал мраморный медальон, приписываемый Ф. Шубину.
Основная ось усадебного комплекса связывает господский дом с Казанским храмом и центральной аллеей регулярного липового парка, который спускается к пруду тремя террасами. На месте пересечения с поперечной осью высится гранитный обелиск в память о посещении имения Екатериной Великой в сентябре 1775 г. Не сохранились парковые павильоны — Храм дружбы в форме овала, крытая постройка со статуей императрицы, ванный домик помпейского стиля, а также мечеть с минаретами — архитектурный каприз 1774 года, напоминавший Захару Чернышёву победы над турками.
Курдонер фланкируют служебные корпуса конного двора с черепичными кровлями, которые некогда соединялись с дворцом крытыми переходами. Двумя башнями увенчан скотный двор. Круглые кирпичные башни оформляют и парадный въезд в усадьбу. Чугунные ворота снабжены кованой ажурной решёткой.